# 壗下
壗下（まました）は、神奈川県南足柄市にある地名である。難読地名であるため、バス停は「まました」とひらがなで表記される。別表記の「まま下」「𡋤下」は特定の地域だけに見られる「景観文字」と考えられている。

## 概要
『相州酒匂川本川通川除御普請御願絵図』には、富士山宝永噴火の13年後の1720年10月に、当時、酒匂川右岸六ヶ村の一部であった壗下などの地区が大口堤を締め切る代わりに、右岸を流れる酒匂川を氾濫前の流路に戻すことを幕府に嘆願したことが記録として残されている。当時の資料によれば、壗下地区は酒匂川から見て上流部中部から中流部までの西側に位置し、水平な地層が見られていた。また、この際に壗下では「復旧耕作土層」や、噴火に伴って足柄平野に降り注いだ「スコリア層」、「玉石交じり土層」も確認されている。

## 地価
住宅地の地価は、2023年（令和5年）1月1日の公示地価によれば、壗下1007番6の地点で6万3000円/m2となっている。

## 世帯数と人口
2020年（令和2年）10月1日現在（国勢調査）の世帯数と人口（総務省調べ）は以下の通りである。
| 大字 | 世帯数  | 人口    |
| ---- | ------- | ------- |
| 壗下 | 886世帯 | 2,373人 |

### 人口の変遷
国勢調査による人口の推移。
| 年                 | 人口  |
| ------------------ | ----- |
| 1995年（平成7年）  | 1,332 |
| 2000年（平成12年） | 1,398 |
| 2005年（平成17年） | 1,475 |
| 2010年（平成22年） | 1,740 |
| 2015年（平成27年） | 2,373 |
| 2020年（令和2年）  | 2,373 |

### 世帯数の変遷
国勢調査による世帯数の推移。
| 年                 | 世帯数 |
| ------------------ | ------ |
| 1995年（平成7年）  | 388    |
| 2000年（平成12年） | 449    |
| 2005年（平成17年） | 486    |
| 2010年（平成22年） | 594    |
| 2015年（平成27年） | 857    |
| 2020年（令和2年）  | 886    |

## 事業所
2021年（令和3年）現在の経済センサス調査による事業所数と従業員数は以下の通りである。
| 大字 | 事業所数 | 従業員数 |
| ---- | -------- | -------- |
| 壗下 | 66事業所 | 527人    |

### 事業者数の変遷
経済センサスによる事業所数の推移。
| 年                 | 事業者数 |
| ------------------ | -------- |
| 2016年（平成28年） | 75       |
| 2021年（令和3年）  | 66       |

### 従業員数の変遷
経済センサスによる従業員数の推移。
| 年                 | 従業員数 |
| ------------------ | -------- |
| 2016年（平成28年） | 613      |
| 2021年（令和3年）  | 527      |

## 施設
- 松田警察署 福沢駐在所

## その他

### 日本郵便
- 郵便番号 : 250-0103[3]（集配局 : 南足柄郵便局[16]）。